# Peter Wilhelm Friedrich von Voigtländer

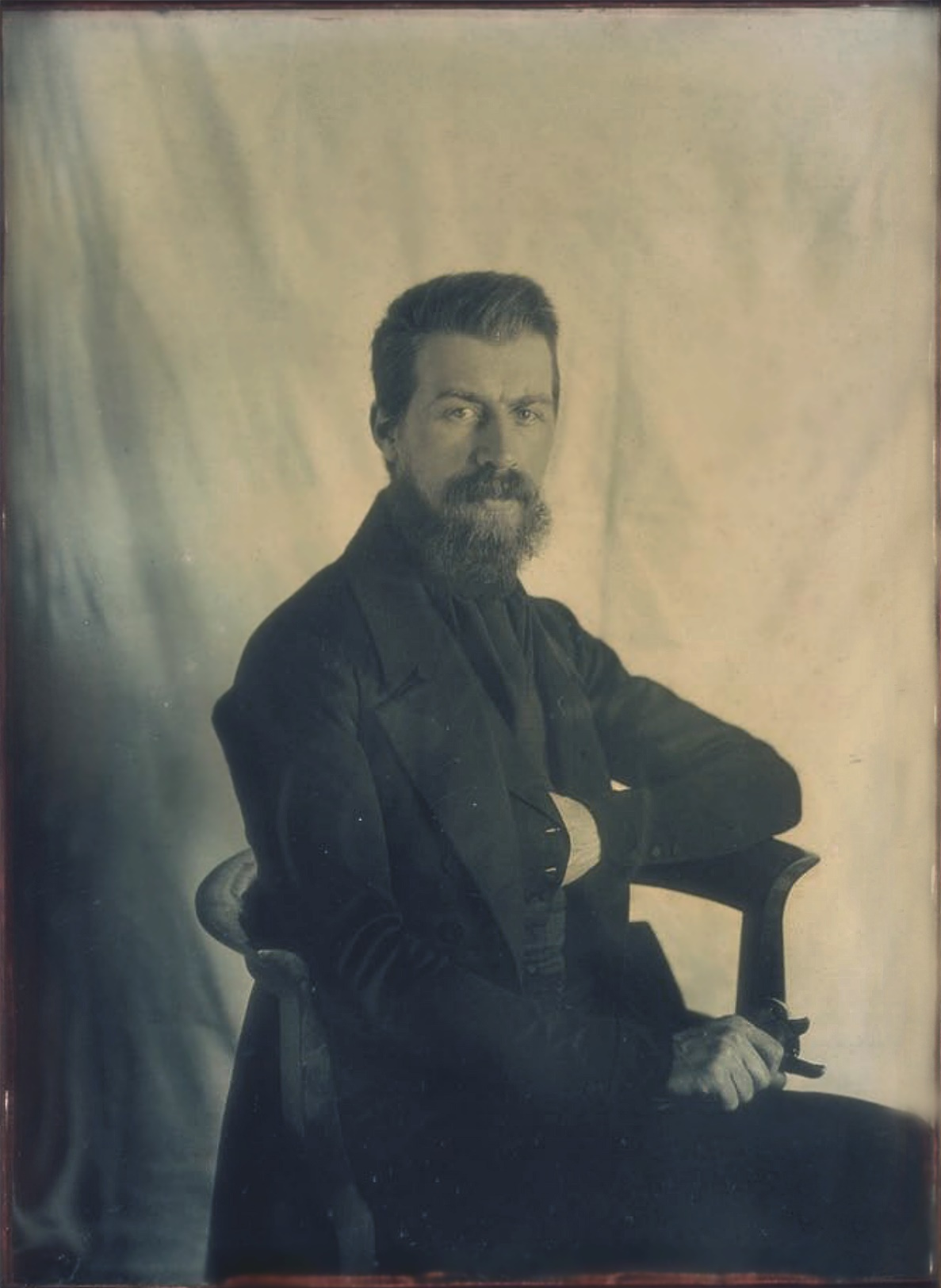
Friedrich Voigtländer im Alter von 30 Jahren (Daguerreotypie von Johann Baptist Isenring, um 1843)

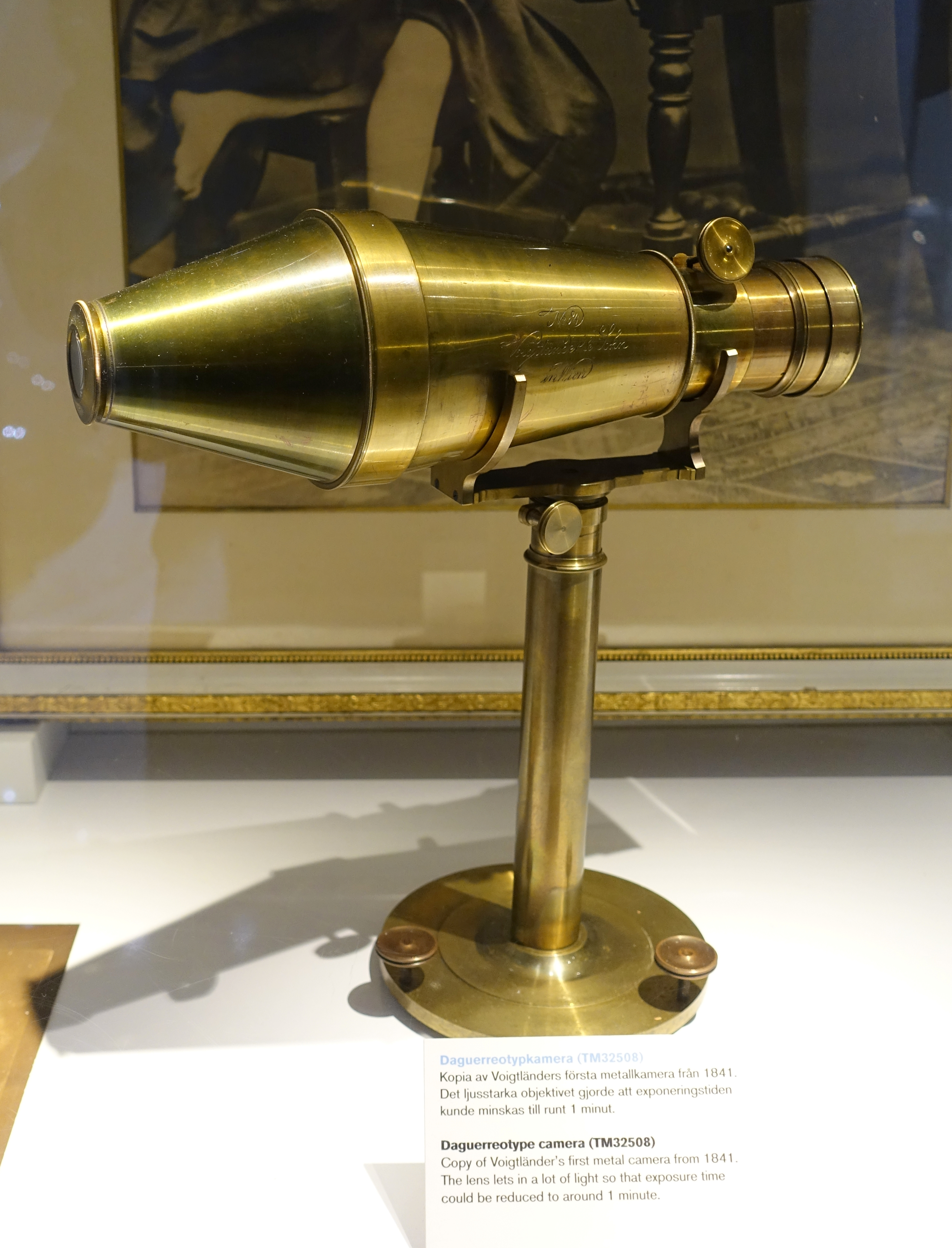
Voigtländer Kamera von 1841 (Nachbau im Technikmuseum Stockholm)

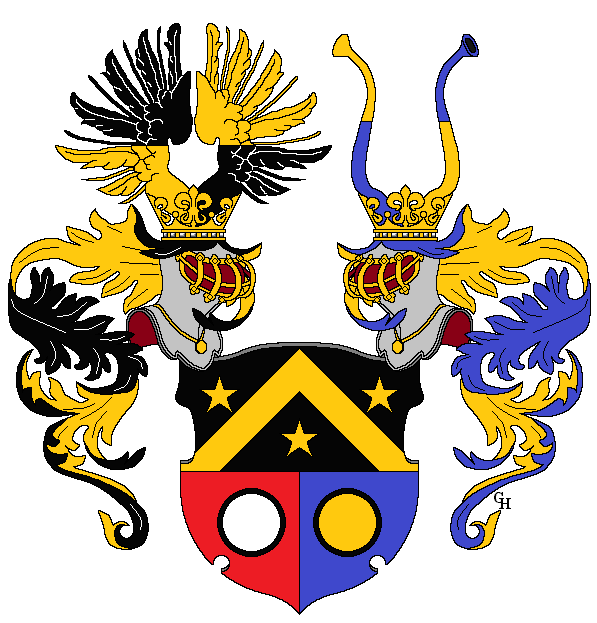
Wappen Voigtländers, verliehen bei seiner Nobilitierung 1868

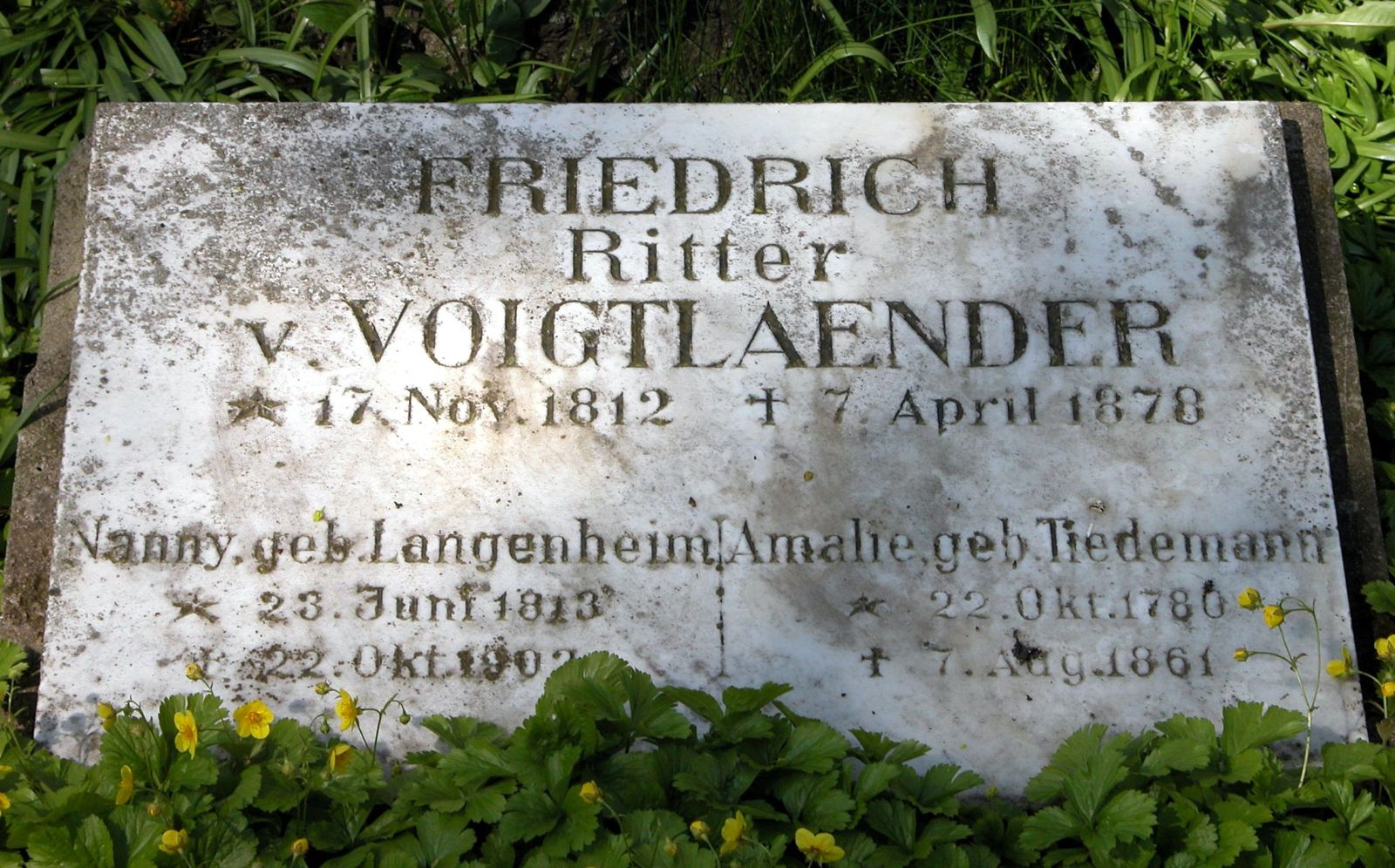
Voigtländers Grab auf dem Magnifriedhof in Braunschweig

Peter Wilhelm Friedrich Ritter von Voigtländer (* 17. November 1812 in Wien; † 8. April 1878 in Braunschweig) war ein deutsch-österreichischer Unternehmer, Optiker und Fotopionier.

## Leben
Peter Wilhelm Friedrich von Voigtländer etablierte die von seinem Großvater Johann Christoph Voigtländer gegründete Firma Voigtländer als führendes fotografisches Unternehmen seiner Zeit.
Die Belichtungszeit der Daguerreotypien konnte bereits 1840 mit dem ersten wissenschaftlich berechneten Porträtobjektiv des Wiener Professors Josef Petzval deutlich verkürzt werden. Voigtländer baute es im Auftrag Petzvals als Erster und wurde dadurch europaweit bekannt. Es hatte die 16-fache Lichtstärke des in den ersten Daguerreotypie-Kameras verwendeten Objektivs.
Gleichzeitig mit dem Objektiv – und natürlich mit diesem ausgerüstet – entwickelte Voigtländer auch eine eigene Kamera für Daguerreotypien. Sie war erstmals ganz aus Metall gefertigt und hatte die Form eines Kegels. Voigtländer war Mitglied der „Fürstenhof-Runde“.
Die früheste eigene Fotografie Voigtländers entstand Anfang der 1840er Jahre, wohl zur selben Zeit, als der Schweizer Daguerreotypist Johann Baptist Isenring (1796–1860) im Februar 1843 im Geschäft Voigtländers ausstellte. 1845 heiratete er Nanny verw. Zinken geb. Langenheim (1813–1902), Tochter des Braunschweiger Rechtsanwalts und Notars Friedrich Wilhelm Langenheim (1779–1849). 1868 verlegte er den Sitz des Betriebs in die Heimatstadt seiner Frau – Braunschweig.
Sein Stiefsohn, der Naturwissenschaftler und Komponist Hans Sommer, begründete zusammen mit Richard Strauss 1903 die Anstalt für musikalische Aufführungsrechte (AFMA), also die erste Vorgängerorganisation der späteren GEMA.

## Auszeichnungen
- 1864 das Ritterkreuz des Franz-Joseph-Ordens.[5]
- Friedrich Voigtländer wurde 1867 durch den Kaiser von Österreich geadelt und in den erblichen Ritterstand erhoben, die Ausfertigung des entsprechenden Diploms erfolgte 1868.